# Get Outta My Way
Get Outta My Way (Прочь с моего пути, или Вон с дороги) — песня, записанная в Австралии Кайли Миноуг для её 11-го студийного альбома «Aphrodite». Песня стала вторым синглом с альбома.

## О сингле
Кайли Миноуг объявила о том, что «Get Outta My Way» станет вторым синглом на вечеринке в поддержку одиннадцатого студийного альбома «Aphrodite» 5 июля 2010 г. на Ибице.
Песня «Get Outta My Way» была написана и спродюсирована Lucas Secon, Damon Sharpe, Peter Wallevik, Daniel Davidsen и Cutfather, а также Stuart Price. В интервью «HitQuarters» Secon описал трек как «сексуальное электро-диско с текстом со смыслом и цепляющей мелодией». Он также признался, что песня не была написана для одного артиста, и целых четыре исполнителя хотели сделать её своим первым синглом, однако трек достался Кайли Миноуг.

## Живое исполнение
Впервые Кайли исполнила «Get Outta My Way» 5 июня 2010 г. в клубе «PeetuhSplash» в Нью-Йорке, где она представила мегамикс нового альбома. Кайли Миноуг также исполнила песню на британском шоу «Alan Carr: Chatty Man» 18 июля 2010 г. и австралийском шоу «Hey Hey It’s Saturday» 21 июля. 25 августа 2010 г. Кайли Миноуг выступила с этой песней на America’s Got Talent, а также на шоу X-Фактор на Украине (первый прямой эфир второго сезона, 2011 год).

## Музыкальное видео
Видеоклип на «Get Outta My Way» был снят в Pinewood Studios в Лондоне 18 августа 2010 г. 15-секундный фрагмент ролика появился на сайтах YouTube и Kylie.com 27 августа. 3 сентября на официальном сайте Кайли Миноуг состоялась премьера видеоклипа.

## Позиции в чартах
Сингл «Get Outta My Way» занял 12-е место в британском хит-параде синглов. В Австралии, стал только 69-м — самый низкий результат Кайли в этой стране. В США «Get Outta My Way» возглавил танцевальный чарт (5-й № 1 Кайли в этом хит-параде), а также испанский ITunes-чарт.

## Список композиций
| - CD Сингл #1 1. «Get Outta My Way» — 3:39 2. «Get Outta My Way» (7th Heaven Radio Edit) — 3:35 - CD Сингл #2 1. «Get Outta My Way» — 3:41 2. «Get Outta My Way» (Bimbo Jones Club Remix Radio Edit) — 3:35 3. «Get Outta My Way» (Sidney Samson Remix) — 5:35 4. «Get Outta My Way» (Paul Harris Vocal Remix) — 7:20 5. «Get Outta My Way» (Mat Zo Remix) — 8:31 6. «Get Outta My Way» (Enhanced Video) - Цифровой доступ 1. «Get Outta My Way» — 3:39 - iTunes ремиксы EP 1. «Get Outta My Way» — 3:39 2. «Get Outta My Way» (Bimbo Jones Club Remix Radio Edit) — 3:35 3. «Get Outta My Way» (Paul Harris Vocal Remix Radio Edit) — 4:49 4. «Get Outta My Way» (Kris Menace Remix) — 6:47 5. «Get Outta My Way» (Daddy’s Groove Magic Island Rework) — 8:03 6. «Get Outta My Way» (BeatauCue Remix) — 5:01 7. «Get Outta My Way» (Steve Anderson’s Pacha Extended Mix) — 6:44 | - Amazon.co.uk ремиксы EP 1. «Get Outta My Way» — 3:41 2. «Get Outta My Way» (Bimbo Jones Club Remix Radio Edit) — 3:35 3. «Get Outta My Way» (Sidney Samson Remix) — 5:35 4. «Get Outta My Way» (7th Heaven Radio Edit) — 3:37 5. «Get Outta My Way» (Paul Harris Dub Remix) — 7:37 6. «Get Outta My Way» (Daddy’s Groove Magic Island Rework) — 8:03 7. «Get Outta My Way» (SDP Extended Mix) — 5:41 - Masterbeat.com ремиксы EP 1. «Get Outta My Way» (7th Heaven Club Mix) — 7:52 2. «Get Outta My Way» (7th Heaven Radio Mix) — 3:35 3. «Get Outta My Way» (Paul Harris Dub) — 7:36 4. «Get Outta My Way» (Paul Harris Remix) — 7:19 5. «Get Outta My Way» (Stuart Price Extended Club) — 5:40 - Австралийские ремиксы EP 1. «Get Outta My Way» — 3:39 2. «Get Outta My Way» (Bimbo Jones Club Remix Radio Edit) — 3:36 3. «Get Outta My Way» (Sidney Samson Remix) — 5:36 4. «Get Outta My Way» (7th Heaven Radio Edit) — 3:35 5. «Get Outta My Way» (Paul Harris Dub Remix) — 7:19 6. «Get Outta My Way» (Daddy’s Groove Magic Island Rework) — 8:02 7. «Get Outta My Way» (SDP Extended Mix) — 5:40 |

- Австралийский CD Сингл

1. «Get Outta My Way» — 3:41
2. «Get Outta My Way» (Bimbo Jones Club Remix Radio Edit) — 3:35
3. «Get Outta My Way» (Sidney Samson Remix) — 5:35
4. «Get Outta My Way» (Paul Harris Vocal Remix) — 7:20
5. «Get Outta My Way» (Mat Zo Remix) — 8:31
6. «Get Outta My Way» (Enhanced Video)